# Trammelant op Trinidad
Trammelant op Trinidad is het achttiende deel van de Bob Evers-boekenreeks van de schrijver Willy van der Heide. Het is het derde deel van een trilogie waartoe verder de delen Nummer negen seint New-York en Een meesterstunt in Mexico behoren.

## Verhaal
Hoofdpersonen van de serie zijn de Nederlandse jongens Arie Roos en Jan Prins en hun Amerikaanse vriend Bob Evers.
De jacht op de bende die illegale immigranten de Verenigde Staten probeert binnen te smokkelen, die begon in Nummer negen seint New-York en werd voortgezet in Een meesterstunt in Mexico, wordt afgesloten op het Caraïbische eiland Trinidad. Vanaf dit eiland worden operaties geleid die potentiële immigranten in snelle boten over zee vervoeren om hen 's nachts in de Verenigde Staten aan wal te zetten.
Na het oprollen van de Mexicaanse tak van de bende, beschreven in het vorige deel, wordt nu (op aanwijzingen van de FBI die met de drie jongens samenwerkt) geprobeerd binnen te dringen in de Caraïbische organisatie. Dit keer is de beurt aan Bob, die met een rol met 400.000 dollar als lokaas, buitgemaakt op de bende in Mexico, contact zoekt terwijl hij zich voordoet als een ontsnapt lid van de Mexicaanse tak. Een door Bob verzonnen verhaal hoe hij deze geldrol door de douane heen aan land heeft gekregen zorgt voor veel consternatie op het eiland, omdat de door hem benaderde bendeleden op een totaal verkeerd spoor gezet worden. Uiteindelijk lukt het om de Nummers Vier, Vijf en Elf (zoals de bendeleden in de organisatie op Trinidad aangeduid worden) te pakken te krijgen.

## Drukgeschiedenis
De eerste druk werd in 1955 gepubliceerd door de uitgeverij M. Stenvert & Zoon te Apeldoorn-Meppel in een hardcoveruitgave, met stofomslag en illustraties van Frans Mettes. Tot aan 1958 verschenen nog twee drukken.
In 1967 werd het formaat gewijzigd. Het boek werd voortaan gepubliceerd als pocketboek (17,5 × 11,5 cm). De tekst van deze uitgave was door de auteur bewerkt. De druknummering werd voortgezet en tot 1993 verschenen de volgende drukken:
- 1967 tot 1981: 4e t/m 16e druk, omslag van Moriën
- 1984: 17e druk, omslag van Carol Voges
- 1993: 18e druk, omslag van Bert Zeijlstra

In de pocketeditie zijn de illustraties uit de hardcoveruitgave niet overgenomen.